# Bepi Bi
Bepi Bi, född 23 maj 2017 är en italiensk varmblodig travhäst. Han tränas och körs av Alessandro Gocciadoro. Bepi Bi började tävla i september 2019 och har hittills sprungit in 429 965 euro på 29 starter, varav 14 segrar, 5 andraplatser och 1 tredjeplatser. Han har tagit karriärens största segrar i Gran Premio Orsi Mangelli (2020), Gran Premio Memorial Giuseppe Biasuzzi (2021) och Sweden Cup (2022).

## Karriär
Bepi Bi gjorde tävlingsdebut i september 2019 och segrade han i två av fyra. Som treåring 2020 tog han ett flertal storloppssegrar, bland annat i Gran Premio Orsi Mangelli. I november 2021 kom han på andraplats i loppet Gran Premio d'Europa endast slagen av Blackflash Bar, och kördes då av Alessandro Gocciadoro. Han kom under Elitloppshelgen 2021 på andraplats i Fyraåringseliten endast slagen av Sister Sledge. Senare under säsongen kom han på tredjeplats i Derby italiano di trotto slagen av vinnande Bleff Dipa och tvåan Blackflash Bar.
Bepi Bi inledde säsongen 2022 med att komma på sjätteplats i ett lopp i Turin. Nästa start blev i Sverige i femåringsloppet Prins Carl Philips Jubileumspokal där han kom på femteplats bakom vinnande San Moteur. Efter loppet blev han inbjuden till Finlands största lopp Finlandialoppet där han startade från spår 6. Han slutade oplacerad i Finlandialoppet trots att han haft ledningen länge under loppet men orkade inte sista biten. Istället vanns loppet av Cokstile. Under Elitloppshelgen 2022 segrade han i Sweden Cup.  
Efter sin seger i Sweden Cup starade han i grupp 1-loppet Ulf Thoresens Minneslopp som är ett av Norges största lopp där han länge ledde loppet men stumnade på upploppet.